# Jacobaea andrzejowskyi
Jacobaea andrzejowskyi — вид рослин із родини айстрових (Asteraceae).

## Середовище проживання
Зростає у Європі (Україна, євр. Росія).